# Paul Bloas
Paul Bloas né le 27 mars 1961 à Brest est un peintre français.

## Biographie
Paul Bloas s'est fait connaître à Brest, en 1984, en collant ses géants peints sur papier, sur des piles de ponts, qu'il remplaça par leurs silhouettes blanches quand elles vinrent à disparaître. Dès lors, il multiplia ses actions artistiques sur la ville et ses abords avant de séjourner à Berlin où son travail prit son véritable envol. Ernest Pignon Ernest, précurseur des arts urbains, lui préfaça sa première publication sur la ville emmurée. Quelque temps plus tard, il séjourna deux mois durant, sans en sortir, dans l'ancienne prison de Pontaniou, à Brest pour y réaliser et y coller une cinquantaine d'images inspirées des lieux et du condamné à mort de Jean Genet. Depuis, Bloas vit et travaille à Brest et colle ses géants sur les murs de France et d'ailleurs ; quelques milliers  à ce jour. Ses peintures se dégradent et s'effacent sous l'effet des intempéries ou de la griffe humaine.
Son « job » s'amorce par un travail préalable se situant entre la déambulation et le repérage cinématographique. Et, il avoue avoir un goût prononcé pour le débris et les « nulle-parts » qu'il tente d'éclairer par le collage de ses colosses aux pieds d'argiles. Bloas peint en atelier des histoires d'hommes aux allures de phœnix, qui vivent, meurent et renaissent sur les murs de nos cités.  Berlin, Brest, centre ville de Beyrouth détruit, ruine d'un camp militaire à Madagascar, cimetière militaire marin et désert d'Atacama furent parmi d'autres le théâtre de ses géants de papier aujourd'hui disparus. Il peint et déforme volontairement le corps de ses géants, pour magnifier ses modèles qui sont souvent des petites gens, assimilés à des quantités négligeables, comme à Valenciennes en 2007 en collaboration avec Jean-Bernard Pouy (parcours du tramway). L'artiste achève enfin son travail en le photographiant ou en le filmant et en exposant les traces de ses géants comme à Betton en 2018.
Parallèlement à son activité de peintre, il joue plusieurs fois depuis 2010 une performance « Ligne de front », peinture et guitare, avec son ami guitariste Serge Teyssot-Gay.
Il a reçu le titre d'artiste de l'année aux Victoires de la Bretagne en 2018.

## Expositions
Interventions picturales in situ
- 1980-1986 : Brest, premières interventions en ville et sur le port (îlot fortifié en rade, « Bertheaume sweet home »)
- 1987 : Berlin, Anhalter Banhof, « Un pied dans le sable » (expo internationale Mythos Berlin)
- 1988 : Brest, port et cale de radoub, « Le manteau de papier »
- 1989 : Tulle, chapelle Saint-Pierre, « Ainsi soit Tulle »
- 1990/93 : « La réussite de Boris » (Belgrade, centre ville ; Budapest, Bains turcs abandonnés ; Berlin, No man's land ; Brest, Prison de Pontaniou et port militaire)
- 1992 : Bilbao, usine sidérurgique et centre ville, Les nuques de plomb »
- 1994 : Beyrouth, centre ville, « Charmouta » (Barcelone, Barceloneta, « Demi-sommeil »)
- 1995 : Paris, Butte-aux-Cailles, « Paris au mois d'août »
- 1996 : Brest, port de commerce
- 1997 : Bordeaux, quartier Bastide, « Terminus » (Calvi, la citadelle, « Sentinelles »)
- 1999-2002 : Bordeaux, base sous-marine, « Poussières » (Madagascar, Diego Suarez, ancien camp de la Légion, Mada)
- 2001 : Toulouse, Théâtre de la cité, « Recto / Verso »
- 2002 : Calvi, Festival du vent
- 2003-2008 : Bruxelles, Paris, Brest, Madagascar, Bordeaux
- 2007 : Valenciennes, « Ma vie s'appelle peut-être »
- 2009 : Paris, canal Saint-Martin, « Les habits noirs »
- 2010 : Beyrouth. La Réunion. Madagascar. Nantes. Ile de Groix. Lisbonne
- 2011 : Lisbonne. Porto. Bilbao. Gernika. Bordeaux. Nantes. Quimper. Brest. Aurillac, « Es cravos »
- 2012 : Rennes. Douarnenez
- 2013 : NY. Lexington Ky USA. Ouesssant. Sassari
- 2014 : Naplouse. Landevennec, cimetière marin militaire
- 2016 : Valparaiso. Désert d'Atacama
- 2017 : Taipei
- 2018 : Betton (Ille-et-Vilaine), La Confluence, rétrospective
- 2019 : Ouessant. Taïwan
- 2020 : « Ligne de Front » pour le festival « Les Renc’Arts » à Pornichet
- 2022 : « A vif ». Exposition au musée des Beaux-arts de Brest

Expositions personnelles et collectives
Depuis 1988, Paul Bloas présente régulièrement ses travaux in situ à travers des expositions d'études et de photographies de ses interventions : Bologne en 1988, le port de commerce de Brest entre 1988 et 1990, le Quartz de Brest depuis 1989, la galerie Loft à Paris, les centres culturels français de Beyrouth, Bilbao, Barcelone, Berlin, les musées de Tulle et de Brest, le théâtre de la cité à Toulouse, la base sous-marine de Bordeaux, les fêtes maritimes de Brest 96 et 2000 au Fourneau, Telgruc-sur-Mer, le no 15 square de Vergennes à Paris, phare de Penmarc'h en 2008.
Chapelle des Ursulines à Quimperlé en 2015, au château de Vannes en 2019.  Depuis 2010, avec son ami Serge Teyssot-Gay , ils créent et jouent une performance peinture & guitare « ligne de front » à raison d'une dizaine de fois par an en France et l'étranger.

## Œuvres

### Films et vidéos
- 1986 : « Bertheaume sweet home – Objectif Bertheaume » (7 min), J.A. Kerdraon et Paul Bloas -« Paul Émile Victor sont dans un bateau »
- 1988 : « Le manteau de papier » (26 min), O. Bourbeillon, Lazennec Production/FR3
- 2001 : « In situ » (26 min), J.A. Kerdraon, Alligal Production
- 2003 : « Mada ; Debout, de terre et d'eau » (52 min), Paul Bloas, Lamoot, Morgane Production (Prix de la création au festival international du film d'art de Montréal 2005)
- 2008 : « Zones d'ombres » de Sylvain Bouttet (26 min)

### Céramique
- Quimper, musée de la Faïence : « Le Lamaneur », manufacture HB-Henriot.

### Publications
- Berlin 88 / Brest 89 / Tulle 90 / Bilbao 92 (catalogues)
- 1993 : « La réussite de Boris » – Éditions Dialogues
- 1997/2000 : Visuels pour Noir Désir et Serge Teyssot-Gay d'après G. Hyvernaud
- 2002 : « Brest » de Mac Orlan – Éditions Dialogues
- 2003 : « Mada », Éditions Alternatives
- 2006 :  Visuels pour l'album « l'étreinte » de Christophe Miossec
- 2008 : « Ma vie s'appelle peut-être » Paul Bloas, Laurence Mauriaucourt, Jean-Bernard Pouy, ÉditionsLa Voix du Nord, 2008
- 2008 : Catalogue exposition de Penmarc'h
- 2009 : Catalogue d'exposition de Guidel
- 2013 : « Les saigneurs » - Éditions Dialogues
- 2015 : Catalogue d'exposition Quimperlé - Éditions Locus Solus
- 2019 : Visuel « Debout ds les cordages » de Zone libre